# Francesco Eulalio Savastano
Francesco Eulalio Savastano (1657, Naples – 23 octobre 1717, Naples) est un jésuite, poète latin et botaniste italien.

## Biographie
Né à Naples, en 1657, meurt le 23 octobre 1717. Il publie des éléments de botanique qui paraissent sous ce titre : Botanicorum libri IV, Naples, 1712. La versification en est assez agréable. Dans le premier livre, il décrit les parties des plantes, tant à l’extérieur qu’à l’intérieur. Ainsi, d’après les idées de Malpighi, il passe en revue la racine, la tige ; il décrit leurs parties intérieures, les différentes sortes de vaisseaux, les fibres et les utricules. Dans le second, il traite du bourgeon, de la feuille, du fruit, des deux sexes, suivant qu’ils sont séparés ou réunis dans la même fleur ; de la faculté fécondante du pollen. Il expose ensuite la figure des fleurs et le parti qu’en a tiré Tournefort pour établir sa méthode, et il y ajoute une planche. Dans le troisième, il indique le lieu natal des plantes spontanées ; il enseigne la manière de les cultiver ; fait passer en revue les fleurs, suivant l’ordre de leur floraison ; décrit les plus beaux jardins, notamment celui que possédait, à Naples, Dominici Amato, et qu’il vante beaucoup. Enfin, dans le quatrième livre, il énumère les propriétés médicales des plantes, fait adopter l’opinion qui croit que la nature a empreint chaque végétal d’une marque évidente pour indiquer clairement à l’homme l’usage qu’il en peut faire ; c’est ce qu’on nomme la signature. On doit excuser un poète d’avoir quelquefois préféré l’idée la plus brillante à la plus solide ; mais, dans les notes qui accompagnent ce poème, l’auteur, également botaniste et physicien, rétablit la vérité dans tous ses droits : il se montre bien au courant de la science telle qu’elle était alors, et il l’enrichit de quelques nouvelles observations. Entre autres, il remarque qu’en général les plantes annuelles ont des graines plus volumineuses que les vivaces. Ce poème fut reproduit, avec une traduction italienne en vers sciolti, sous ce titre : Quattro libri delle cose botaniche, colla traduzione in verso sciolto italiano di Giampietro Bergantini, in-8° de 511 pages, avec une planche. Venise, 1749.

## Œuvres
- Francesco Eulalio Savastano (trad. Gian Pietro Bergantini), I quattro libri delle cose botaniche, Venise, Pietro Bassaglia (lire en ligne)